# Paddy O’Keefe
Patrick John „Paddy“ O’Keefe (* 17. Juli 1967 in Peterborough) ist ein ehemaliger englischer Fußballspieler.

## Karriere
O’Keefe durchlief bei Peterborough United das YTS-Ausbildungsprogramm („Youth Training Scheme“), als er am letzten Spieltag der Saison 1984/85 für Peterborough United in der Fourth Division per Einwechslung gegen den FC Bury debütierte. In der folgenden Spielzeit stand der Mittelfeldakteur in zwei Partien des Associate Members’ Cup in der Startaufstellung, bevor er den Klub zum Saisonende verließ und seine Laufbahn im Non-League football im Osten Englands (East Midlands und East of England) fortsetzte. 1997 und 1998 gewann er mit dem FC Stamford die Ligameisterschaft in der United Counties League; 2001 trat er Wisbech Town bei.